# Финансијски стрес
Финансијски стрес једна је од психолошких реакција организма настала на стресну појаву изазвану променама у финансијској ситуацији, било у позитивном или негативном смислу. Он изазива бројне психолошке потешкоће, укључујући веће психичке дисфункције органских система, и изазива социјалне проблеме у односима са члановима породице, пријатељима и колегама на радном месту. Слично томе, финансијске потешкоће доприносе и лошем физичком здрављу заједнице. Финансијска потешкоћа такође могу ограничити радну способност која последично значајно утиче на дужину животног века, или на нарушавање заштитних психолошких фактора, као што је нпр. самопоуздање.
Паника, као најтежи облих реакције на стрес апсолутно је најгори одговор на финансијску кризу и треба је на време спречити разговором са супружником, родитељима, психологом, психијатром и саветником за финансије.

## Епидемиологија
Велики број студија показао је да су финансије главни узрок стреса код људи. Финансијски стрес најчешће наступа када обавимо велику куповину као што је кућа или аутомобил. Такође, овај стрес зависи и од година. Студентису углавном у стресу због школарине, а старији грађани сматрају пензију великим изворима стреса.
Често је погрешно схватање да финансијски стрес изазива само недостатак новца и да повећање новца доноси више среће и мање стреса, али истраживање то не показује. Док више новца доноси тренутну узбуђење и неколико нових ствари, људи генерално прилагођавају свој начин живота на начине који не повећавају њихов укупни ниво среће или смањују стрес.
Учесталост великих финансијских догађаја на појаву стреса
(проценат учесталости заснован на н = 680)
| Догађај                                                                        | Учесталост (проценат учесника) |
| ------------------------------------------------------------------------------ | ------------------------------ |
| Велико погоршање финансијског стања                                            | 173 (25,4%)                    |
| Били су под притиском да плате рачуне продавцима, повериоцима или извршитељима | 125 (18,4%)                    |
| Нису могли да плаћају лекове или друге медицинске потребе                      | 84 (12,4%)                     |
| Немогућност плаћања закупнине или хипотеке                                     | 72 (10,6%)                     |
| Нису могли купити потребну храну                                               | 38 (5,6%)                      |
| Имали су ауто, намештај или неке предмете купљене репрограмом дуга             | 20 (2,9%)                      |

У мултицентричним студијама у којима је праћена корелација између финансијских стресора и психосоцијалног функционисања и запаљења показују да појединци који су доживели више финансијских стресних ситуација имају већи ниво психолошких потешкоћа и нижи ниво психолошког благостања.
Анализе добијених резултата такође сугеришу да финансијски стрес може индиректно утицати на запаљењске процесе, и пад имуног систем, у организму кроз смањење психолошког благостања.
Друштвени контекст излагања стресу је кључна детерминанта реакција на стрес. Док особе које себе доживљава као особу на релативно вишој позицији унутар своје заједнице има тенденцију да показују смањене ниво упалне реакције и имају боље психолошко здравље, на финансијски стрес, али зато подложнији стресовима који прете њиховом положају у заједници.
Даља истраживања социјалних и позитивних психолошких детерминантих адаптације на финансијски стрес може дати значајније информације о процесима преко којих стрес утиче на здравље.

## Реакција организма на стрес
Реакција организма на стресну појаву као што је финансијска је програмирана да буде интензивна али краткотрајна. Али ако стресна ситуацији изазвана финансијским проблемима траје дуго, утицај стресних хормона је генерално позитиван. Они утичу на промене организма и доводи га у изузетну ситуацију када је потребно брзо реаговати.
Реакција особе на нови стресор је предвидива и прогресивна, и иде кроз три фазе. 
- Прва фаза је реакција аларма.
- Друга фаза отпора је кад наш ум одлучује да ли да побегне или да се одупре.
- Трећа фаза или фаза хроничног стреса, када наша реакција на стрес прелази на ниво исцрпљености. У овој фази, ако стресор настави да делује хронични стрес може резултовати болестима (пре свега психосоматским), па чак и смрт може бити неизбежна, било да се ради о самоубилачкој или соматској.[9]

И ма колико на први поглед појачан рад нервног система и повећано лучење хормона може деловати заштитно када се финансијски стресор први пут јави, промене функција организма изазване стресом представљају и оне исте промене које на крају организам у стресу могу уништити када се он суочимо са трајним и упорним стресом на финансијске потешкоће. Наиме повећан ниво хормона у крви, као што је кортизол, штити организам од изненадних стресова, међутим појачан и сталан ниво тог истог хормона проузрокован хроничним стресом може нашкодити организму у физичком у менталном смислу. Повишен ниво кортизола у финансијама изазваном стресу може изазвати: 
- менталну конфузију,
- развоју опсесивно-компулзивног поремећаја,
- анорексију,
- депресију,
- самоубилачке идеје,
- паничну забринутост,
- нарушено памћење,
- пад пажње и концентрације
- пад имунолошког одговора, итд.

Према томе људски систем за стрес је осмишљен тако да му поможе да се ухвати у коштац са изненадним и краткотрајним ситуацијама, али није створен да буде непрестано активан када се нека особа суочава са упорним финансијски (или другим) стресорима.

## Мере превенције
Мере превенције требају пре свега да се заснивају на: 
- успостављању контроле над стресором пре него што почне да делује, или на почетку његовог дејства
- управљању стресом, на најконструктивнији начин, када се он ставља под контролу наше воље

### Успостављање контроле над стресорима
Прво, што треба учинити код финансијског стреса је да се успостави контрола стресора. У тој контроли може помоћи разговор са психологом, психијатром и саветником за финансије.

### Управљање стресом
Друго, када наилазимо на стресоре које не можемо да контролишемо, ми морамо да научимо да управљамо стресом на најконструктивнији начин.
Разговор са супружником
Новац је често узрок конфликата у сваком браку. Узроци могу бити повезани са стварним финансијским проблемима, као што је велики дуг који произилази из прекомерне потрошње, изненадног губитка прихода, различитих односа са новцем и начина на који је су супружници одрасли у својим породицама.
Да би се ово избегло треба изградите брак на основу поверења и отворене комуникације. Разговарајте и договарајте се са супружником о свим великим куповинама и поштујте једни друге у ставововима око новца.
Смањити дуг
Ако је новчани дуг изазивач стреса, треба потражите ствари које се могу издвојити из буџета (као што су јутарње кафе и већере у ресторану, са пријатељима, масовне куповине на распродајамна и куповина нове одеће која није потребна). Таско уштеђен новац треба користити за исплату кредитне картице или кредитног дуга. На крају стећи ће се навика и постићи задовољство финансијском слободом и безбрижношћу.
То може бити изазовно на почетку, јер се ови додаци често могу купити због погодности, због емоционалног избора или једноставнозбог навике - а навике се често могу тешко промиенити. Кључ је да се промени фокус, или значење које се приписујете овим додацима. На пример, након што сте идентификује навика потрошње која се желит променити (као што су додаци за кухињу), може се више фокусирати на то како уживати у штедњи новца него на то како уживати у неколико минута уживања које се може добити из посластица спремљених у кухињи. Или се може промените навике заменом ове посластице са другим животним задовољствима која неће коштати ништа, или бар нечин што кошта мање.
У циљу штедње треба експериментисати са оним што пружа највећи степен штедње са најмањим нивоом стресом и тако ће свака промена у овом правцу смањити стрес, и истовремено помажући у финансијској уштеди.
Паметно трошити новац
Пре него што купите нове ствари, треба размислите о томе да ли ће оне стварно побољшати квалитет живота, или ће само изазвати стрес (јер имате мање новца) и на крају створити неред у дом. Маеа потрошња може смањити стрес.
Деци смирено објаснити ситуацију па дарујте више љубави уместо скупих играчака. Разумеће и биће задовољни.
Не преузимати нове велике ризике великих инвестиција. Мала, релативно стабилна улагања дају осећај сигурности и ефикасно ублажавају финансијски стрес.
Ово је често лакше рећи него учинити (нарочито ако се купује као одговор на стрес), али постоје и неке ствари куповина може учинити да се стрес олакша. 
Ове стратегија, ако се правилно примени може утицати на мање трошења и уживање у томе што имате више новца на располагању.
Користити новац за оно што заиста желите
Ако нисте утрошили све из планираног буџета, ако немате велику количину дуга за исплату, можете размишљати о запошљавању људи да раде ствари за вас које мрзите, које одузимају време од активности које бисте заиста волели да радите.
На пример, могли бисте да имате некога да дође и очисти вашу кућу а ви одведите своју децу у парк; можете унајмити помоћника на послу како бисте надокнадили радно оптерећење тако да можете имати више времена за себе; запошљавање неког да би помогао да се осуши ваша кућа може да ослободи време када би то требало да урадите, а ви ћете имати више воље да се вратите кући.